# 각복모
각복모(燕文進, ?~?)는 백제의 귀족이다.

## 생애
백제 멸망 후  백제 부흥운동에 참여했지만 백강 전투에서 패한 뒤 여자신, 목소귀자, 곡나진수, 억례복류 등의 백제의 귀족 및 여러 유민들과 함께 일본으로 망명했다. 671년, 음양오행설에 능한 그는 일본으로부터 쇼센게(小山下)의 관위를 받았다.